# Pyxicephalinae
Pyxicephalinae – podrodzina płazów bezogonowych z rodziny Pyxicephalidae.

## Zasięg występowania
Podrodzina obejmuje gatunki występujące w Czarnej Afryce.

## Podział systematyczny
Do podrodziny należą następujące rodzaje:
- Aubria Boulenger, 1917
- Pyxicephalus Tschudi, 1838